# Pedaliodiscus macrocarpus
Pedaliodiscus macrocarpus är en sesamväxtart som beskrevs av Ihlenf.. Pedaliodiscus macrocarpus ingår i släktet Pedaliodiscus och familjen sesamväxter. Inga underarter finns listade i Catalogue of Life.